# Bory (Jaworzno)
Bory – część oraz dzielnica Jaworzna, w małopolskiej części województwa śląskiego, w południowej Polsce. Położona jest w południowej części miasta. Dzielnica ma głównie charakter mieszkaniowy z elementami zabudowy jednorodzinnej. Od północy graniczy z dzielnicą Śródmieście i Starą Hutą, od południowego wschodu z dzielnicą Byczyna oraz od wschodu z dzielnicą Jeziorki.
W dzielnicy tej znajduje się jeden z najwyższych punktów Jaworzna - góra Grodzisko (346 m n.p.m.), a także wzgórza Glinna Góra (311 m n.p.m.) i Góra Bielana (305 m n.p.m.).
Najważniejszym ciągiem komunikacyjnym przebiegającym przez dzielnicę jest droga krajowa nr 79. Umożliwia ona dotarcie mieszkańcom m.in. do centrum miasta i Chrzanowa.

## Historia
Nazwa Bory pochodzi od lasów borowych, które w dużej mierze porastają tę dzielnicę, szczególnie na granicy z Jeleniem.

## Inne obiekty i miejsca
- Kościół parafialny pod wezwaniem Miłosierdzia Bożego
- Szkoła Podstawowa nr 14 im. mjra H. Sucharskiego
- Powiatowa Placówka Opiekuńczo-Wychowawcza (dom dziecka)